# Epiteli glandular
L'epiteli glandular és l'epiteli que està especialitzat en la síntesi i alliberament de substàncies. Formen el revestiment intern de les glàndules situades en el teixit connectiu. L'altre tipus funcional principal és l'epiteli de revestiment.

## Composició
- Estroma, elements de teixit conjuntiu la funció del qual és la sustentació estructural.[3]
- Parènquima, format per totes les cèl·lules implicades en la secreció.

## Tipus
- Glàndula exocrina, Aboca el producte al mitjà extern.[2]
- Glàndula endocrina, s'aboca al torrent sanguini.[2]
- Glàndula paracrina, aboca el producte en l'espai extracel·lular, es difon per la matriu extracel·lular i el seu efecte es nota en cèl·lules veïnes.
- Glàndula mixta, formada per cèl·lules que són endocrines i exocrines.

## Histogènesi
Els epitelis glandulars procedeixen d'un epiteli pavimentós embrionari en el qual apareix com un borró, el qual es va introduint en el teixit connectiu embrionari.